# Фляйн
Фляйн (нім. Flein) — громада в Німеччині, розташована в землі Баден-Вюртемберг. Підпорядковується адміністративному округу Штутгарт. Входить до складу району Гайльброн.
Площа — 8,47 км2. Населення становить 7198 ос. (станом на 31 грудня 2020).